# Тиха вода
«Ти́ха вода́» — українська народна пісня. Одна з найпопулярніших українських весільних пісень. Сама пісня родом із Закарпаття. Інший варіант — з лемківщини.

## Текст пісні
Тиха вода, тиха вода,

Лем не на бистрині,

Давно, давно я не була

З милим на бесіді.

Рада би я, рада би я

Ту водицю пити,

Рада би я, рада би я

З милим говорити.

Казав милий, казав милий,

Що мене попросить,

Як на горі, на високій

Пшеницю покосить.

Він покосив, він поносив -

Вже й осінь минає -

Він ся женить, бере другу,

А мене лишає.

"Сім раз би тя, мій миленький,

В боці закололо,

Що так швидко твоє серце

Мене позабуло".

"Не забув я, не забув.

Лем собі думаю,

Чи з тобою, чи з другою

Говорити маю".

"Не рви, милий, не рви, милий,

Солодкі малини.

Ой не люби, ой не люби

На раз дві дівчини".

Дві дівчини, дві дівчини -

То велика зрада;

Одна плаче, гірко плаче,

Дуга тому рада.

Ой журився мій миленький,

Як мене любити,

А тепер вже він ся журить,

Як мене лишити.

Є у мене коло хати

Зелена отава.

Не журися, мій миленький,

Я тя лишу сама.

## Виконавці
- Черемош
- Раїса Кириченко
- Польський гурт «Czeremszyna»
- Гурт «Hudacy» [Архівовано 19 червня 2015 у Wayback Machine.]
- Валентина Миколаївна Харченко